# Гохор (комуна)
Гохор (рум. Gohor) — комуна у повіті Галац в Румунії. До складу комуни входять такі села (дані про населення за 2002 рік):
- Іряска (379 осіб)
- Гара-Берхеч (544 особи)
- Гохор (1843 особи)
- Нертешть (911 осіб)
- Пошта (239 осіб)

Комуна розташована на відстані 208 км на північний схід від Бухареста, 85 км на північний захід від Галаца, 122 км на південь від Ясс, 146 км на схід від Брашова.

## Населення
За даними перепису населення 2002 року у комуні проживали 3916 осіб.
Національний склад населення комуни:
| Національність | Кількість осіб | Відсоток |
| -------------- | -------------- | -------- |
| румуни         | 3902           | 99,6%    |
| цигани         | 11             | 0,3%     |
| німці          | 1              | < 0,1%   |
| турки          | 1              | < 0,1%   |

Рідною мовою назвали:
| Мова      | Кількість осіб | Відсоток |
| --------- | -------------- | -------- |
| румунська | 3908           | 99,8%    |
| циганська | 6              | 0,2%     |
| німецька  | 1              | < 0,1%   |
| турецька  | 1              | < 0,1%   |

Склад населення комуни за віросповіданням:
| Релігія                             | Кількість осіб | Відсоток |
| ----------------------------------- | -------------- | -------- |
| православні                         | 3888           | 99,3%    |
| бретрени                            | 15             | 0,4%     |
| адвентисти                          | 7              | 0,2%     |
| лютерани                            | 2              | 0,1%     |
| лютерани (Аугсбурзького сповідання) | 2              | 0,1%     |
| римо-католики                       | 1              | < 0,1%   |
| мусульмани                          | 1              | < 0,1%   |